# Ибрахим Фехмију
Ибрахим Фехмију (алб. Ibrahim Fehmiu; Ђаковица, 25. новембар 1892 — Призрен, 19. децембар 1951) је био истакнути албански учитељ и имам, био је један од оснивача прве албанске школе на Косову. Он је такође био и отац славног југословенског глумца Бекима Фехмијуа.

## Биографија
Ибрахим Фехмију је рођен 25. новембра 1892. године у Ђаковици. Потиче из комерцијалне породице, која је била искрена и поуздана. Касније се због посла Ибрахим често селио, са својом супругом Хедије и осморо деце. Живели су у Ђаковици, Призрену, Скадру и Сарајеву, где је рођен његов најмлађи син Беким. Фехмију је био познат као антикомуниста и због тога је неколико пута био хапшен, али врло брзо и ослобођен. Преминуо је 19. децембра 1951. године у Призрену, месец дана након свог последњег хапшења. Сахрањен је на призренском гробљу, а током сахране је његов сандук био прекривен албанском заставом, што је до тада било забрањено.